# Sharaku

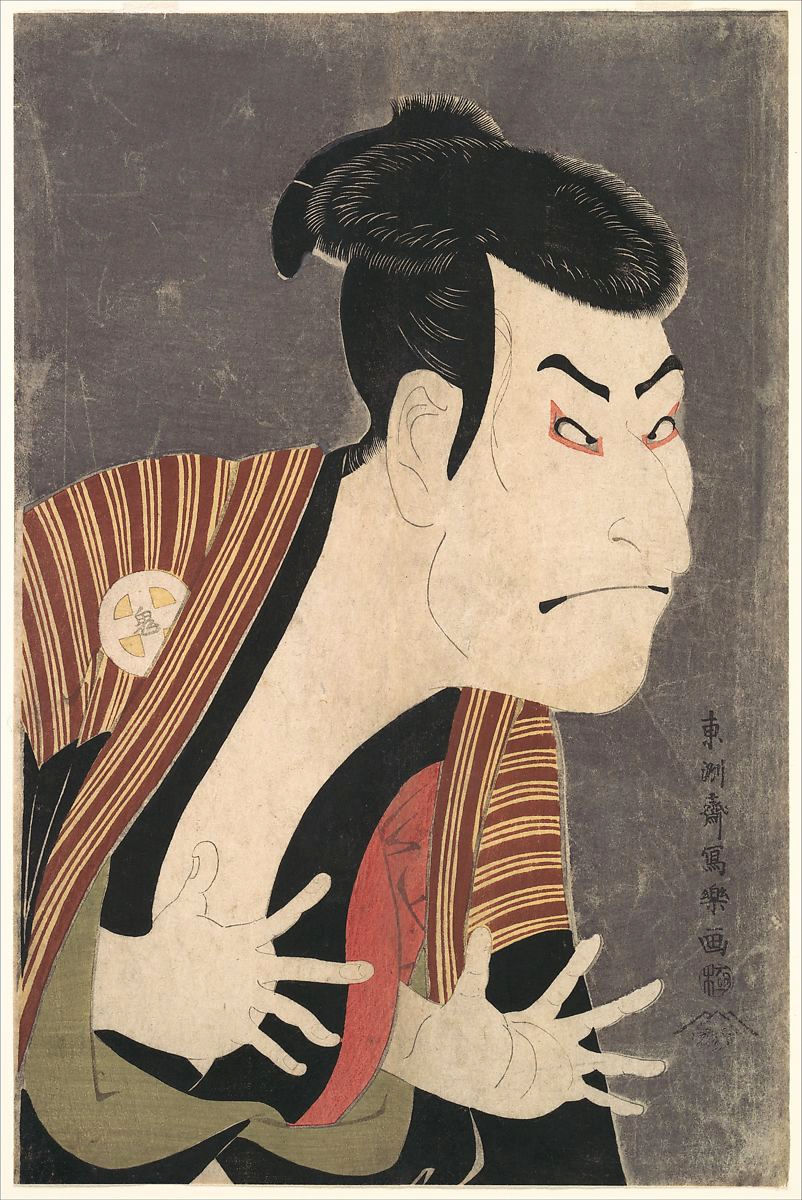
Portret aktora teatru kabuki, Oniji Ōtani III, drzeworyt z 1794 roku

Sharaku Tōshūsai (jap. 東洲斎 写楽 Tōshūsai Sharaku; daty urodzin i śmierci nie są znane) – uważany za jednego z wielkich mistrzów japońskiego stylu o nazwie ukiyo-e.

## Życie i twórczość
O życiu i twórczości Sharaku nie tylko niewiele wiadomo (jego prawdziwe imię jest nieznane, daty urodzenia i śmierci trudne do ustalenia), ale wysuwane są wątpliwości, czy w ogóle istniał. Według jednej z hipotez był on aktorem teatru nō, inna głosi, iż był to pseudonim używany przez różnych artystów.
Znane są jedynie dzieła Sharaku. Ich tematem byli głównie aktorzy teatru kabuki. Wszystkie prace tego artysty (ok. 150 drzeworytów) zostały opublikowane przez Jūzaburō Tsutayę, znanego wówczas wydawcę. Według niektórych hipotez imię Sharaku było jego pseudonimem artystycznym, nie znajdują one jednak potwierdzenia.
Kariera Sharaku, jako artysty i twórcy drzeworytów, trwała tylko dziesięć miesięcy w okresie Edo, od połowy 1794 do początku 1795 roku. Jego twórczość wywarła jednak znaczny wpływ na późniejszą sztukę portretową.